# Lumellogno
Lumellogno (in novarese Mellogn) è una frazione del comune di Novara, nella Provincia omonima, in Piemonte.

## Geografia
Lumellogno è situata sulla destra del torrente Agogna, a 4,67 km a sud-ovest da Novara. Sorge a 138 m sul livello del mare e conta 1.337 abitanti.
A Lumellogno si ritiene sia nato Pietro Lombardo, celebre teologo e vescovo di Parigi del XII secolo.

## Storia

### La battaglia di Lumellogno
Il pomeriggio del 16 luglio 1922 la popolazione di Lumellogno, che scesa in sciopero contro le violenze fasciste che stavano insanguinando il medio e basso novarese, respinse una spedizione punitiva fascista, il cui obbiettivo era distruggere la locale Casa del Popolo. Da circa una settimana infatti i gran parte della provincia di Novara era interessate da una serie di numerosi assalti squadristi ordinati dal ras torinese Cesare Maria De Vecchi per distruggere le istituzioni socialiste che sopravvivevano nel territorio. Desiderosi di vendetta, i fascisti, dopo aver fatto incetta di rinforzi a Novara, tornarono a Lumellogno armati di pistole, fucili e bombe a mano. Una volta giunti in paese però gli squadristi dovettero affrontare la dura resistenza della popolazione locale, esasperata dalle violenze fasciste che avevano sconvolto la zona nei giorni precedenti, e scesa in strada con bastoni, forconi e pietre. Iniziò così un durissimo scontro nel quale restarono ucciso il segretario della sezione giovanile del Pcd'I Angelo De Giorgi, l'antifascista Giovanni Merlotti e uno squadrista. Si contarono una decina di feriti, alcuni dei quali in condizioni gravissime. Vista l'accanita resistenza, che aveva coinvolto tutta la popolazione locale, i fascisti furono costretti a ritirarsi scappando attraverso i campi. La Casa del Popolo, obbiettivo delle camicie nere, rimase intatta. Nei giorni successivi morirono per le ferite riportate gli antifascisti Pietro Castelli, Gaudenzio Mazzetta, Giuseppe Galli e Carlo Cardani.
Come conseguenza dei fatti di Lumellogno, il comune di Novara venne commissariato, mentre De Vecchi minacciò di radere al suolo il paese qualora non fossero ritornati i fascisti dispersi.
Nel 2007 il presidente della Repubblica Giorgio Napolitano ha insignito il gonfalone del comune di Novara della medaglia d'oro al merito civile per i fatti di Lumellogno.

## Monumenti e luoghi d'interesse
- Chiesa dei Santi Ippolito e Cassiano, al suo interno è custodita la tela Madonna col Bambino adorata dai santi Domenico e Francesco del pittore Tanzio da Varallo.
- Monumento ai Caduti
- Monumento a Pietro Lombardo